# Isadora Pompeo
Isadora Pompeo (Caxias do Sul, 30 de maio de 1999) é uma influenciadora digital, cantora e compositora de música cristã contemporânea. Ela lançou seu primeiro álbum de estúdio, Pra Te Contar os Meus Segredos, em 2017.

## Carreira
Conhecida por covers de músicas gospel, Isadora tem mais de 4 milhões de inscritos e 98 milhões de visualizações em seu canal no YouTube. Selecionada pelo Google como uma das apostas musicais do ano de 2017, ela lançou pela Musile Records seu primeiro álbum de estúdio, Pra Te Contar os Meus Segredos.
Em 28 de novembro de 2019 participou de uma das músicas de sua melhor amiga Julia Vitória intitulada "Tu és Santo". Em 2023, assinou seu contrato com a Sony Music Brasil, lançando sua nova música Bênçãos Que Não Tem Fim, que tornou Isadora a primeira cantora gospel a entrar para o Top 10 da Billboard Brasil, com a música.

## Vida pessoal
Natural de Caxias do Sul, Rio Grande do Sul, filha de Eliane Pompeo, uma pastora, e de Josué Pompeo, um pastor, Isadora frequentou a Igreja Batista desde tenra idade, sendo incentivada a participar da parte musical do local. Ela também pretende tornar-se pastora futuramente.
A cantora foi casada com o futebolista Thiago Maia por aproximadamente dois meses, porém, segundo a artista, a relação não foi adiante devido a ciúmes e "situações humilhantes". O jogador, no entanto, negou as acusações de Isadora e decidiu processá-la.

## Discografia
Álbuns
- 2017:Pra Te Contar os Meus Segredos
- 2021:Processo
- 2022:Aurora
- 2024:Tetelestai

## Prêmios e indicações
- Entre 2017 e 2021, a artista foi indicada e vencedora em diversas categorias do Troféu Gerando Salvação, sendo a maior vitoriosa da premiação, com sete troféus.[11][12][13][14]
- Ainda em 2021, a artista ganhou o Prêmio iBest na categoria "Influenciador do Ano do Rio Grande do Sul" através do voto popular.[15]

### Prêmio Multishow de Música Brasileira[16]
| Ano  | Categoria     | Trabalho                  | Resultado |
| ---- | ------------- | ------------------------- | --------- |
| 2024 | Gospel do Ano | "Bênçãos Que Não Têm Fim" | Venceu    |
| 2024 | Gospel do Ano | "Ovelhinha"               | Indicado  |

### Prêmio iBest
| Ano  | Categoria                          | Indicação      | Resultado |
| ---- | ---------------------------------- | -------------- | --------- |
| 2021 | Influenciador do Rio Grande do Sul | Voto popular   | TOP 3     |
| 2022 | Gospel                             | Academia iBest | TOP 3     |
| 2023 | Gospel                             | Academia iBest | TOP 3     |

### Troféu Gerando Salvação
| Ano  | Categoria         | Indicação                      | Resultado |
| ---- | ----------------- | ------------------------------ | --------- |
| 2017 | Artista revelação | Ela mesma                      | Venceu    |
| 2018 | Música do Ano     | Minha Morada                   | Venceu    |
| 2018 | Cantora do Ano    | Ela mesma                      | Venceu    |
| 2018 | Live              | Minha Morada                   | Venceu    |
| 2019 | Cantora do Ano    | Ela mesma                      | Venceu    |
| 2019 | Música do Ano     | Como Nunca Antes               | Indicado  |
| 2020 | Cantora do Ano    | Ela mesma                      | Venceu    |
| 2020 | Feat. do Ano      | Máscaras (Com João Figueiredo) | Venceu    |
| 2020 | Live Show         | Isadora Pompeo                 | Indicado  |
| 2021 | Música celebração | Primeira Canção                | Venceu    |
| 2021 | Música do Ano     | Eu Tenho Você                  | Indicado  |
| 2021 | Cantora do Ano    | Ela mesma                      | Indicado  |
| 2022 | Cantora do Ano    | Ela mesma                      | Indicado  |
| 2022 | Cover do Ano      | Cicatrizes                     | Indicado  |
| 2023 | Música do Ano     | Bênçãos Que Não Têm Fim        | Indicado  |
| 2023 | Cantora do Ano    | Ela mesma                      | Indicado  |

### Troféu Rede Gospel
| Ano  | Categoria     | Trabalho                | Resultado |
| ---- | ------------- | ----------------------- | --------- |
| 2024 | Música do Ano | Bênçãos Que Não Têm Fim | Indicado  |